# Max Stirner

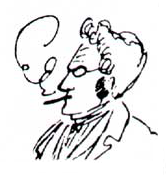
Schets van Max Stirner door Friedrich Engels

Max Stirner, pseudoniem van Johann Caspar Schmidt (Bayreuth, 25 oktober 1806 – Berlijn, 26 juni 1856) was een Duitse filosoof.

## Levensloop
Stirner werd geboren in 1806 en studeerde aan de universiteiten van Berlijn, Erlangen, en Koningsbergen. In Berlijn volgde hij onder andere de hoorcolleges van G.W.F. Hegel (1770-1831). Tussen 1839 en 1844 was hij leraar geschiedenis en literatuur, maar maakte hij ook deel uit van "die Freien", een groep van leraren, studenten en journalisten onder de hoede van de links-hegeliaan Bruno Bauer (1809-1882).
Zijn voornaamste werk, met als titel Der Einzige und sein Eigentum, werd in 1844 gepubliceerd. Het had destijds een grote weerklank onder 'die Freien' en werd druk becommentarieerd. Een echt commercieel succes werd het echter nooit, en vanaf 1847 zou Stirner een uiterst armoedig bestaan geleid hebben. Hij sloot zich haast volledig af van de gebeurtenissen en ontwikkelingen van zijn tijd -zo ging het revolutiejaar 1848 aan hem voorbij- en schreef nog enkele minder belangrijke werken. Hij vertaalde wel nog een aantal economische werken naar het Duits, zoals de geschriften van Jean-Baptiste Say en Adam Smith. Op 25 juni 1856 overleed hij in bijna volslagen anonimiteit.

## De Enige en zijn Eigendom

### Bekendheid
Max Stirner dankt zijn naambekendheid voornamelijk aan dit ene boek uit 1844. Tussen 1900 en 1929 verschenen 14 Duitse, 10 Russische, 7 Japanse en 6 Engelse edities, alsook een Franse, Spaanse, Italiaanse, Poolse en Nederlandse uitgave. Deze laatste dateert van 1907, maar er is een nieuwe in de maak. Het is een moeilijk te doorgronden filosofisch werk en het latere onbegrip is deels te wijten aan een gebrek aan transparantie, deels aan de genadeloze kritiek van Marx en Engels in hun polemisch geschrift De Duitse ideologie (Deel III: Sankt Max). Een en ander is ook de reden waarom Stirner in de academische filosofie niet bepaald hoog staat aangeschreven. Veelal wordt hij gereduceerd tot een zonderlinge voorloper van het anarchisme en het nihilisme, in het beste geval als de eeuwige dissident.
Opgemerkt is ook wel dat zijn opvattingen bewondering zouden genieten van uiteenlopende zijde: zowel van latere anarchisten als van fascisten. Hierop werd gewezen door Helms in Die Ideologie der anonymen Gesellschaft (1966; zie onder Literatuur), terwijl Hogrede in Stirner: das größenwahnsinnige Ich (1987; idem) ook zelfs nog een lijn trekt naar het radicale "eigen gelijk" en het daarop gegronde geweld van de RAF.

### Egoïsme
Als sleutelbegrip in het gedachtegoed van Stirner fungeert het begrip egoïsme, dat echter waardevrij dient te worden gelezen, ontdaan van de in het dagelijks leven gebruikelijke negatieve connotatie. Stirner introduceerde een onderscheid tussen vrijwillige en onvrijwillige egoïsten.
Volgens Stirner is ieder mens egoïst. Onvrijwillige egoïsten zijn in zijn visie diegenen die zich daarvan nog niet bewust zijn en hun egoïsme projecteren op iets heiligs buiten zichzelf: een nobel geacht doel of streven waaraan anderen dan geacht worden zich te onderwerpen, bijdragen te leveren of offers te brengen, en als zelfzuchtig worden verguisd indien zij in gebreke blijven die verwachting te vervullen.

### De stijl en structuur van het boek
De stijl van Stirner is doorspekt met aforismen, haakjes en aanhalingstekens. Heel anders dan in de conventionele betoogtrant opteerde Stirner soms voor woorden met een gelijkaardige etymologie of aan elkaar verwante formele kenmerken. Deze verwerping van de conventionele betoogtrant heeft te maken met de visie van Stirner op taal en rationaliteit, die door de mens gecreëerd zouden zijn, met uiteindelijk slechts een beklemmende en onderdrukkende werking. Stirner was dan ook van mening dat algemeen geaccepteerde betekenissen van woorden en de traditionele betoogtrant onderschreven en gebezigd worden door mensen die "de waarheid" zien als iets dat afgeschermd is en niet door de mens beheerst kan worden. Het gevolg is dat de creatieve zelfexpressie overboord gegooid wordt en dat men zich schikt in een rol van "dienaar van de waarheid". In schril contrast daarmee poneert Stirner de stelling dat de enige legitieme beperking op het gebruik van de vormelijke aspecten van onze taal, of de vorm van onze betoogtrant, is dat ze onze individuele doelen moet kunnen dienen. Daardoor schermde Stirner zijn werk meteen af van de klassieke epistemologische schema's.

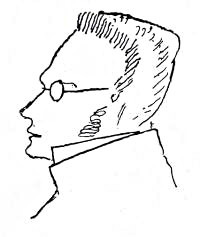
Het enig bekend portret van Max Stirner, een schets door Friedrich Engels, echter vermoedelijk niet gelijkend

Stirner deelde het werk op in twee delen: een eerste deel met als titel De Mens en een tweede deel met als titel Ik. Deze tweedeling was een knipoog naar het destijds actuele werk 'Das Wesen des Christentums' (1841) van Ludwig Feuerbach, waarin de indeling 'God' en 'De Mens' wordt gebruikt. Dit is een van de elementen die wijzen op het sterk ironiserende karakter van 'Der Einzige und sein Eigentum'. Zoals Feuerbach tegenover God de mens plaatst, zo plaatst Stirner tegenover de mens zichzelf, als 'Einzige'.

## Stirner als 'laatste hegeliaan'
Stirners vertrekpunt is het laatste hoofdstuk van Hegels 'Phänomenologie des Geistes'. In dat hoofdstuk heeft Hegel het over het 'absolute begrip', de 'eindbestemming' van de geschiedenis. De "Phänomenologie des Geistes" beschrijft immers de hele tocht die het bewustzijn aflegde om te komen tot het "absolute begrip". Dit "absolute begrip" is dus ook een staat van het individuele bewustzijn. Op deze laatste passage van de "Phänomenologie des Geistes" gaat Stirner dieper in. Wanneer het bewustzijn tot het "absolute begrip" komt, wordt het ook gelijkgesteld aan het individuele ego en dus eigenlijk met Stirners concept van de "Einzige". Uiteindelijk kunnen we Stirners werk het best opvatten als een antwoord op de vraag:
Welke rol speelt het bewustzijn wanneer het alle vormen van "onware kennis" heeft doorlopen en is opgeklommen tot het absolute?
Volgens de links-hegelianen wordt de complete zelfreflectie van de geest bereikt in de filosofie van Hegel, waardoor de weg wordt opengelegd voor de praxis. Max Stirner was echter een andere mening toegedaan en bespotte hen openlijk door zijn eigen denken ook voor te stellen als opgeklommen tot het "absolute".
Er zijn meer bepaald drie aan elkaar verwante hegeliaanse principes die in het denken van Stirner geradicaliseerd of liever geïroniseerd werden.
1. De weg naar kennis is de weg naar het pure zelfbewustzijn en de mens die tot het "absolute begrip" is gekomen, is dus volledig en volmaakt zelfbewust. Deze volmaakte toestand van bewustzijn wordt door Stirner geïnterpreteerd als een overstijgen van de onderwerping van het bewustzijn aan abstracte ideeën als "de staat" en "de mensheid". Hegel had de filosofie de opdracht gegeven om abstracte begrippen concreet te maken en ze dus "op te heffen" of op een hoger plan te brengen (Aufhebung), door middel van de dialectiek. Aangezien Stirner zogezegd opgeklommen was tot het absolute bewustzijn, was het eveneens logisch dat hij zich niet langer onderwierp aan de uitingen van wat Hegel de "objectieve Geest" had genoemd, met name "de staat", enz... Stirner heft die begrippen eveneens op, maar hij doet dit niet via de dialectiek. De dialectiek is immers niet langer nodig wanneer de menselijke "ervaring" (is subjectief en niet volledig waar of concreet) niet langer bestaat (ze is immers vervangen door het "absolute begrip" of het "absolute begrijpen") en er derhalve ook geen noodzaak meer is tot zelfkritiek binnen het menselijke denken. Vóór het bereiken van het "absolute begrip" is de mens er zich van bewust geworden dat alles "waar" is, maar dat deze "ervaring" slechts een gedeeltelijke waarheid is, want elke gebeurtenis, elk moment in het denken is slechts een schakel in een dialectisch proces. Aangezien volgens Hegel de mens die tot het "absolute begrip" komt volmaakt zelfbewust is, kan Stirner alle abstracte concepten en ideeën die bestonden, afbreken en verwerpen op basis van dit "absolute begrip" en hoeft en kan hij de dialectiek niet meer gebruiken, zoals Hegel wel had vooropgesteld. Stirner grijpt dus de laatste passage van de "Phänomenologie des Geistes" aan, waarin beschreven stond wat de laatste fase van de menselijke ontwikkeling en het "absolute begrip" zou inhouden, om alle "abstracte ideeën" ondergeschikt te maken aan het concept van de "Einzige". Hij keert de wapens van de links-hegelianen dus tegen henzelf. Hij gebruikt de stelling van Hegel dat de mens die tot het "absolute begrip" is gekomen, volkomen zelfbewust is (en dus geen abstracte maar een concrete "ik" is) om alles wat dit concrete "ik" (de "enige" of "Einziger") nog kan onderwerpen, overboord te gooien, namelijk onder andere "de mensheid" en "de staat". Aangezien het concrete "ik" zelfbewust is, aangezien het tot het "absolute begrip" gekomen is, kan er niets meer tegenover dit "ik" geplaatst worden binnen een eventueel dialectisch model.
2. De verpersoonlijking van dit zelfbewustzijn is niet gewoon "een ik" (of een ego) maar een uniek "Ik" of het "enige Ik" ("dieses und kein anderes Ich"). Stirner koppelt bovenstaande stelling aan de eerste. Hij stelt dat het "absolute begrip" enkel kan bestaan binnen het individuele menselijke bewustzijn. Op die manier is het "absolute begrip" een zichzelf begrijpende eeuwige relatie binnen het zelfbewustzijn. Dit zelfbewustzijn heeft echter niets te maken met solipsisme of een antisociale houding. Het absolute zelfbewustzijn heeft niets met intellectueel narcisme te maken, dus kan men Stirner bezwaarlijk een "egoïst" noemen in de traditionele zin van het woord. Stirner gaat er gewoon van uit dat zijn staat van bewustzijn niet meer verbonden kan zijn met abstracte begrippen als "de staat", "het volk", "de mens" enz. Men zou bijvoorbeeld kunnen opwerpen dat er twee concepten bestaan, namelijk "mens" en "onmens" (dat de grenzen van het "mens-zijn" aangeeft); Stirner stelt echter dat hijzelf geen van beide is; hij is enerzijds mens en anderzijds méér dan een mens, hij is "enig". In zijn boek valt Stirner niemand minder dan de jonge Marx aan met deze redenering. Marx had immers -onder invloed van Feuerbach- gesteld dat "men een waar soortwezen (mens) moest worden". Het bijtende commentaar van Stirner daarop was: To identify me now entirely with Man the demand has been invented, and stated, that I must become a "real generic being.". The HUMAN religion is only the last metamorphosis of the Christian religion. For liberalism is a religion because it separates my essence from me and sets it above me, because it exalts "Man" to the same extent as any other religion does its God or idol, because it makes what is mine into something otherworldly, because in general it makes out of what is mine, out of my qualities and my property, something alien -- to wit, an "essence"; in short, because it sets me beneath Man, and thereby creates for me a "vocation." Het vermeende "egoïsme" van Stirner zit dus geworteld in de stelling van Hegel dat het "absolute begrip" niet enkel zal culmineren in "een ego", maar in "een uniek ego". En aangezien dit "unieke ego" zich voorbij de grenzen van het definieerbare bevindt (het valt buiten de dialectiek) is het dus ook volkomen ondefinieerbaar. Het absolute is dus verbonden met zuivere subjectiviteit, en derhalve ontsnapt het aan elke subjectivering. Daarmee is ook meteen de bitsigheid van Stirner verklaard, waarmee hij elke vorm van subjectivering aankaartte en aanviel. Het is die subjectivering die de mens immers onderwerpt door zijn eigenheid te negeren. Het humanisme is met andere woorden eerder een vloek dan een zegen, aangezien het grenzen oplegt aan het "menselijke". Deze kritiek van Stirner is dus nauw verwant met de anti-essentalistische opvattingen van bijvoorbeeld Michel Foucault. Stirner wordt door sommige auteurs trouwens als voorvader van het post-structuralisme gezien. Een dergelijke, haast historische, benadering bedreigt echter weer de uiterst frivole en ironiserende dimensies.
3. Hegel noemde zichzelf de spirituele zoon van Goethe en dus maakt ook Max Stirner gebruik van een citaat van Goethe om zijn filosofie in één zin te verwoorden: Ich hab' mein' Sach' auf Nichts gestellt. Deze zinsnede geeft aan wat zowel Stirner als Hegel als de fundamentele aard van pure subjectiviteit beschouwen. Het is een herneming van de bovenstaande uitgangspunten; de realiteit kan immers niet als beoordelingsgrond fungeren voor het "unieke ego". Dit staat niet noodzakelijk gelijk aan nihilisme in de klassieke zin van het woord, aangezien Stirner "Der Einzige" als een SCHEPPEND NIETS ziet. Een positieve vorm van creativiteit gaat dus gepaard met de negativiteit van "der Einzige" of "het ego": I am not nothing in the sense of emptiness, but I am the creative nothing, the nothing out of which I myself as the creator create everything. Het was Hegel die met zijn stelling dat zuivere negativiteit het zelfbewuste "IK" is, de rechtstreekse inspiratiebron was voor Stirners "Einzige" of "ego". Hegel gaf vooral aan dat het zelfbewuste IK en haar uitdrukking met elkaar verbonden moeten zijn. Binnen "de Geest" zijn ze immers volmaakt een. De negativiteit (het zijn van "het ego" is een "scheppend niets") is echter een abstracte subjectiviteit, die dus op haar beurt nog concreet moet worden in de dialectische interactie met de abstracte objectiviteit of de gewone "dingheid" van een object.

De interactie tussen de twee lege abstracties, die bestaat uit de ondefinieerbare subjectiviteit en de al even ondefinieerbare abstracte objectiviteit, bevat aldus de hele toestand van het "absolute weten" of van de waarachtige werkelijkheid.
Noch het "ego" noch het "ding" kan afzonderlijk realiteit (kenbaar) zijn, maar kan dat enkel via de notie van "eigendom" worden. De objectiviteit van het "ego" (dat op zich abstract subjectief was) wordt dus gerealiseerd in het bezit (Eigentum). De "enige en zijn eigendom" zijn op die manier één en al concreet en derhalve de laatste synthese. Het abstracte "ego" komt via "het bezit" tot het concrete en is derhalve slechts dan gelukkig, vrij enz. Het is in die context dat we de prioriteit van bezit over vrijheid moeten interpreteren bij Stirner. Vrijheid zonder veruiterlijking of belichaming, is immers niet te vatten en onbestaande, pure metafysica.
Al het bestaande is dus potentieel bezit, aangezien het anders abstract blijft. Het mogelijke bezit van de mens wordt echter zeer breed geïnterpreteerd. Het denken zelf zal zich dus als het ware ook "materialiseren", aangezien het geen abstractie kan blijven waaraan het individu -dat tot absoluut bewustzijn gekomen is- onderworpen kan worden. Het zijn dus slechts mensen die niet tot absoluut bewustzijn gekomen zijn, die zichzelf ondergeschikt maken aan concepten als "de staat", "de vrijheid", "het volk", enz. De "ideeën" leiden immers een abstract bestaan buiten het individu. Stirner verwerpt dit resoluut, aangezien "ideeën" iemands bezit zijn en niet boven hem verheven staan. Op die manier dienen we ook zijn afkeer voor de traditionele betoogtrant en de vormelijke aspecten van de taal te interpreteren. Deed Stirner dat niet, dan zou hij als het ware "bezeten" geweest zijn door de idee "rationaliteit" en al de andere ideeën die daarop betrekking konden hebben. Wanneer de mens het bezit heeft over de "ideeën", dan heeft hij echter niets statisch in handen, aangezien zijn "eigendom" zou muteren naargelang de noden van de "bezitter". De "bezetene" leeft echter in de omgekeerde realiteit en blijft derhalve de slaaf van "eeuwige" en "onveranderlijke" ideeën.
Samenvattend kunnen we stellen, dat het er na "het absolute", voor de mens op aan komt om "het absolute" in zichzelf te herontdekken. Stirner gaat een stap verder en beschrijft de uiterste consequentie van die zoektocht. Het zelfbewustzijn zal zijn vrijheid ervaren in het opheffen van de tegenstelling tussen abstracte subjectiviteit en abstracte objectiviteit. Dit kan alleen door zich de abstracte objectiviteit tot eigendom te maken. Hiermee is een groot deel van de relatie van Stirner tot Hegel verhelderd, maar is ook slechts één dimensie belicht. Het lijkt immers zeer onwaarschijnlijk dat Stirner zichzelf inderdaad als een volgeling van Hegel zag. Stirner maakt dat duidelijk door heel de filosofie van Hegel over te slaan en zich rechtstreeks tot "het absolute" te wenden, en door dat absolute bovendien op zichzelf te betrekken. Ironisch genoeg is dat net de manier waarop hij ook "de Geest" van Hegel kon uitschakelen, en ondergeschikt kon maken aan zijn concept van "de enige". Door zich op het standpunt van het absolute te stellen, verwerpt Stirner immers alle voorgaandelijke veruiterlijkingen van de Geest.
Het ironiserende karakter van Stirner mag dus niet ondergesneeuwd raken door de manifeste hegeliaanse achtergrond waartegen hij gezien moet worden. Dit ironiserende karakter blijkt onmiddellijk uit de uiterst frivole schrijfstijl van Stirner. Hij relativeert als het ware het hegeliaanse denken door het tot zijn laatste consequentie door te denken en dit binnen een strikt hegeliaans kader. Deze ironie is ook aan zijn tijdgenoten niet voorbijgegaan, in hun besprekingen werd de zogenaamd hegeliaanse argumentatie niet ter discussie gesteld.

## Stirner als anti-humanist
Stirner stelde onverbloemd dat er geen verschil bestaat tussen het humanisme en het christendom, maar dat het "humanisme" integendeel een intensifiëring van het onderdrukkende mechanisme uit het christendom inhoudt. De vermeende evidentie dat de mens zonder meer "vrijer" is geworden of "moreler" is gaan handelen sinds de Verlichting, wordt door hem ernstig geproblematiseerd. Stirner beschrijft welke onderdrukkende macht uitgaat van de tweedeling tussen "redelijkheid" en "onredelijkheid". Deze tweedeling wordt immers de legitimeringsgrond voor het opsluiten, vernederen en marginaliseren van het individu. We kunnen dit vergelijken met de stelling van Michel Foucault, dat niet alleen de onderdrukkende praktijken die gepaard gaan met het gevangeniswezen of de psychiatrische instellingen, opgeheven moeten worden, maar dat vooral de rationalisering ervan, ondermijnd en verworpen moet worden (Bio-Pouvoir). Bovendien is individualiteit bij Stirner "Eigenheit" en deze staat, net als bij Foucault, gelijk aan een contingente vorm van subjectiviteit. Die subjectiviteit wordt gerealiseerd en geobjectiveerd in de constante strijd van het individu tegen zijn subjectivering op basis van essentialistische gronden.

## Stirner voor de huidige tijd?
Vrijheid moet zich volgens Stirner materialiseren, het moet een praktijk worden, een strategie die op een consequente manier de bestaande machtsverhoudingen in vraag stelt. Indien vrijheid die vorm niet aanneemt, is ze evenzeer een onderdrukkende ideologische constructie en worden de grenzen ervan gevangen binnen het humanistische essentialisme. Dit essentialisme weet zich te materialiseren ("de spoken" waar Stirner het over had en waardoor de mens volgens hem "bezeten" was), en wordt via rituelen en praktijken daadwerkelijk binnen een maatschappelijke context gereproduceerd. De kritiek van Marx op Stirner, als zou die geen rekening houden met de menselijke praktijk, met de bestaande maatschappelijke verhoudingen is dus niet geheel terecht. Het spreekt immers voor zich dat de "ideologieën" bijvoorbeeld via de Althusseriaanse "Ideologische staatsapparaten" gerealiseerd werden en worden. Het essentialisme blijft dus niet louter een "spook" dat moet uitgedreven worden, maar moet ook in zijn praktische vorm in vraag worden gesteld.
Een interessant gegeven is dat Stirner helemaal geen "revolutie" predikte, maar wat hij Empörung noemde: de individuele mens moest tot het inzicht komen voor de keuze te staan zelf zijn eigen individualiteit te realiseren aan de hand van de dagelijkse praktijk en zich niet te laten (ver-)leiden door allerlei heilig verklaarde doelen buiten zichzelf. De weerstand en onderdrukking die de individuele mens gewaar kan worden, moet via een geslepen strategie omzeild worden. Streven naar het realiseren van een nieuwe maatschappijvorm, leidt volgens hem onherroepelijk tot een nieuw essentialisme en zou hier trouwens zelf het product van zijn.
Deze opvatting werd Stirner later zwaar aangerekend door sommige neomarxisten (zoals H.G. Helms) die in dit zogenaamde "crypto-conformisme" een vrijbrief zagen voor een totalitaire staatsmacht. De individuele mens zou binnen zo'n staat immers enkel moeten overgaan tot het verschalken van welbepaalde fenomenen die hem persoonlijk hinderen. Stirner kan dus op tal van manieren geïnterpreteerd en bekritiseerd worden, maar dan gaat men telkens opnieuw voorbij aan de ironiserende kant van zijn filosofie, die zelfs geen filosofie is, aangezien ze gewoon de negatie van de filosofie inhoudt. Ze ontmaskert de mens immers als een subject dat zichzelf denkt.
Men mag zich dus niet blindstaren op de hegeliaanse context van zijn denken. Anderzijds kan men deze context ook niet helemaal negeren, anders verliest men de tijd-ruimtelijke relevantie van zijn werk uit het oog. Waardoor men ook geen oog heeft voor de ironiserende manier waarop hij de links-hegelianen te lijf ging. Zo wordt hij -in navolging van Arvon- door sommigen bijvoorbeeld als de voorloper van het existentialisme beschouwd. Men laat de ironie waarmee Stirner het hegeliaanse essentialisme te lijf ging (door het door te denken voorbij de grenzen van het hegelianisme en dan nog wel met hegeliaanse concepten) dus meestal opgaan in louter getheoretiseer. Existentialisten als Sartre en Heidegger hebben zich ook met hun kritiek op Stirner gestort.
Het frivole, speelse en relativerende van zijn filosofie wedijvert met de droge hegeliaanse bindingen die ook in zijn werk te vinden zijn.
Eigenlijk beperkt de relevantie van Stirner zich tot zijn eigen tijd. Zijn vermeende hedendaagse apostelen ontberen weleens zijn ironie. Men kan Stirner wel opvatten als een "werktuig" om de hedendaagse ontwikkelingen te demonteren, en om met name een kritiek te formuleren op het communitarisme van de "anders-globalistische beweging".